# Erhard Weigel
Erhard Weigel (Weiden in der Oberpfalz, 16 dicembre 1625 – Jena, 20 marzo 1699) è stato un astronomo, matematico e filosofo tedesco.

## Biografia
Studiò e si laureò presso l’Università di Lipsia. Nel 1653 il Duca Guglielmo di Sassonia-Weimar lo nominò, a soli 28 anni, professore di matematica presso l’Università di Jena e successivamente gli conferì  il titolo di matematico di corte. Rimase all'Università di Jena fino alla sua morte ricoprendo numerose cariche amministrative ed onorarie tra cui, ripetutamente, quella di Rettore. La sua importanza in ambito scientifico fu dovuta più alla sua abilità di docente ed alla chiarezza delle sue esposizioni nelle lezioni che alla originalità delle sue ricerche. Ebbe numerosi studenti tra cui Leibniz nell’estate del 1663, Samuel Pufendorf e Christian Wolff. Pubblicò numerose opere, non meno di un centinaio, in cui trattò temi di matematica, astronomia, fisica, pedagogia, giurisprudenza, architettura, storia, geografia, etica ed ingegneria. Numerosi furono i suoi contributi in campo prettamente tecnico con invenzioni e con proposte in campo architettonico. Nel corso della sua vita compì numerosi viaggi in Belgio, in Olanda e in diverse città tedesche. Nel 1697 propose l’adozione del calendario gregoriano nella Germania di religione non cattolica seppure modificato nella determinazione della data della Pasqua.
A Erhard Weigel la UAI ha intitolato il cratere lunare cratere Weigel

## Pubblicazioni
- Erhard Weigel, Bonde Humer, Georg Albert Wahler: Erhardi Weigelii, Consil. Caesar. & Palat. Senioris Prof. Publ. Compendium Logisticae. Jena 1706 - (Copia digitale - Göttinger Digitalisierungszentrums GDZ)
- Erhard Weigel: Entwurff Der Conciliation Deß Alten und Neuen Calender-Styli, Welchergestalt solche im Nov. Anno 1699. anzustellen ist/ und hierauf im folgenden Monat/ und neuem Seculo, der neue Conciliirte Stylus in beständiger Harmonie fortwähren kan. Francoforte 1698 - (Copia digitale - Göttinger Digitalisierungszentrums GDZ)
- Erhard Weigel: Extract Aus der Himmels-Kunst, vor iederman, Der nicht Profession vom Himmel machen, Gleichwohl aber seine Wohnung mitten in dem Himmel gerne kennen lernen will: recht kurzer Designation der nutzbaren Vortrefflichkeit Heraldischer Himmels-Globen, zu der Unterweisung wahrer Welt-Weißheit. Jena 1698, (Copia digitale - Bayerische Staatsbibliothek)
- Erhard Weigel: Rechenschafftliches General Prognosticon auf künfftige Zeiten : welches in Norden vor diesem gedruckt; nun aber nachdem der Fried, GOtt Lob, erfolgt, von neuem aufgelegt worden, weil dergleichen in viel hundert Jahren nicht geschehen, daß nicht solte ie ein Christlicher Potentat wider den andern Krieg geführt haben wie anietzo. Jena 1698, (Copia digitale - Bayerische Staatsbibliothek)
- Erhardi Weigelii, P.P.: Cosmologia : Nucleum Astronomiae & Geographiae, ut & Usum Globorum, tum vulgarium, tum novis adornationibus & compendiis instructorum, quos inde dixeris Globos Corrector & Perpetuos, succincte tradens. Jena 1695 & 1680, (Copia digitale - Sächsische Landesbibliothek – Staats- und Universitätsbibliothek Dresden (SLUB))
- Erhard Weigel: Paedagogiae Mathematicae ad Praxin Pietatis, Fundamenta & Principia. Coburg 1694, (Copia digitale - Göttinger Digitalisierungszentrums GDZ)
- Erhard Weigel: Philosophia mathematica, theologia naturalis solida, per singulas scientias continuata universæ Artis Inveniendi prima stamina complectens. Jena 1693, (Copia digitale - Universitäts- und Landesbibliothek Sachsen-Anhalt)
- Erhard Weigel, Johann Elias Reichart: Erhardi Weigelii Genealogiam Matheseos: cum arbore consanguinitatis inter eam atque disciplinas reliquas & facultates. Jena 1691, (Copia digitale - Göttinger Digitalisierungszentrums GDZ)
- Erhardi Weigelii, Consil. Palat. Solisbac. Mathem. P.P.: Idea Matheseos Universae. Jenae 1687, (Copia digitale - Sächsische Landesbibliothek – Staats- und Universitätsbibliothek Dresden (SLUB))
- Erhardi Weigelii P. P.: kurtze Beschreibung der verbesserten Himmels- und Erd-Globen. Jena 1681, (Copia digitale - Sächsische Landesbibliothek – Staats- und Universitätsbibliothek Dresden (SLUB))
- Erhardi Weigelii, P. P.: Cosmologia. Jena 1680, (Copia digitale  - Sächsische Landesbibliothek – Staats- und Universitätsbibliothek Dresden (SLUB))
- Erhard Weigel: Arithmetische Beschreibung der Moral-Weißheit von Personen und Sachen: Worauf das gemeine Wesen bestehet/ Nach der Pythagorischen CreutzZahl in lauter tetractysche Glieder eingetheilet. Jena 1674, (Digitalisat)
- Erhard Weigel: Pendulum ex Tetracty deductum. Jena 1674, (Copia digitale - Sächsische Landesbibliothek – Staats- und Universitätsbibliothek Dresden (SLUB))
- Erhardi Weigelii Artium Architectonicarum Supremi Directoris, & Prof. Publ.: Tetractys. Summum tum Arithmeticae tum Philosophiae discursivae Compendium, Artis Magnae Sciendi genuina Radix. Jenae 1673, (copia digitale - Sächsische Landesbibliothek – Staats- und Universitätsbibliothek Dresden (SLUB))
- Erhard Weigel: Bequeme Feld-Kutzsche. Jena 1673, (Copia digitale - Sächsische Landesbibliothek – Staats- und Universitätsbibliothek Dresden (SLUB))
- Erhardi Weigelii P. P.: Unmaßgeblicher Vorschlag zur Rettung in Feuers-Gefahr. Jena 1672, (Copia digitale - Sächsische Landesbibliothek – Staats- und Universitätsbibliothek Dresden (SLUB))
- Erhard Weigel: Neu-erfundener Hauß-Rath, so wohl zur Nothdurfft, als zur Lust und Bequemlichkeit zu gebrauchen. Jena 1672, (Copia digitale - Sächsische Landesbibliothek – Staats- und Universitätsbibliothek Dresden (SLUB))
- Erhardi Weigelii P. P.: Wasser-Schatz/ zur Rettung in Feuers-Gefahr/ sonst aber im Hauß zu Nutz und zur Belustigung zu gebrauchen. Jena 1671, (Copia digitale  - Göttinger Digitalisierungszentrums GDZ)
- Erhardi Weigelii, Prof. Publ.: Idea Totius Encyclopaediae Mathematico-Philosoph. Jena 1671, (Copia digitale  - Sächsische Landesbibliothek – Staats- und Universitätsbibliothek Dresden (SLUB))
- Erhardi Weigelii P. P.: Analysis Aristotelica ex Euclide restituta, Jena 1658, (Copia digitale)